# إليزابيث ماكوي
إليزابيث ماكوي (بالإنجليزية: Elizabeth McCoy)‏ (1 فبراير 1903 - 24 مارس 1978) هي أخصائية أمريكية في علم الأحياء الدقيقة وأستاذة في جامعة ويسكونسن ماديسون

## السيرة الذاتية
ولدت إليزابيث ماكوي في ماديسون، ويسكونسن، 1 فبراير 1903.  كان والداها إستر ويليامسون وكاسيس جيمس ماكوي على حد سواء من المتعلمين الجامعيين. كانت والدتها أستاذة ثم ممرضة نشطة لمدة ست سنوات.  والتي علمت ماكوي علم الأحياء الدقيقة الأساسي وأمراض الجهاز التنفسي. كان والدها أستاذًا في الكلية ولكن لأسباب صحية اضطر إلى التقاعد. أثناء نشأتها، كانت إليزابيث ماكوي مهتمة بعلم الأحياء الدقيقة.
حصلت ماكوي على درجة الدكتوراه من جامعة ويسكونسن في عام 1929. التحقت بكلية المدرسة بعد حصولها على شهادتها وكانت من أوائل النساء اللواتي أصبحن أستاذات كاملات هناك. وشملت أبحاثها مساهمات كبيرة في مجالات متعددة داخل علم الأحياء المجهرية، وأصبحت واحدة من أوائل النساء البارزات في هذا المجال. أثناء العمل على مشروع حكومي في جامعة ويسكونسن خلال الحرب العالمية الثانية، اكتشف ماكوي سلالة من البنسليوم تنتج 900 مرة من البنسلين مثل سلالة ألكسندر فليمنغ.  هذا الاكتشاف مكن من إنتاج المخدرات التجارية على نطاق واسع. 
وكان لماكوي العديد من الإنجازات البحثية الأخرى. وقالت انها وضعت أوليغوميسين (مضاد حيوي); في حين أن الدواء لم يصبح علاجًا مفيدًا للمرض، إلا أنه لا يزال يستخدم في الأبحاث.  كما أنها كانت جزءًا من الفريق الذي اكتشف أول موريلا ثيرماستيكا،  وهو كائن نموذجي مهم لتطوير فهمنا لمسار التمثيل الغذائي أسيتيل كوا.  تضمنت أبحاث ماكوي الأخرى العمل في علم الأحياء الدقيقة للتربة، وعلم الأحياء الدقيقة في المسطحات المائية، والتسمم الغذائي.  
منزل ماكوي في فيتشبورغ، حيث عاشت من عام 1949 حتى وفاتها، مدرج في السجل الوطني للأماكن التاريخية.

## تحديد المنشورات
- البكتيريا اللاهوائية وأنشطتها في الطبيعة والمرض؛ ببليوغرافيا موضوع، 1939 و 1941
- دور البكتيريا في دورة النيتروجين في البحيرات، 1972
- البكتيريا اللاهوائية وأنشطتها في الطبيعة والمرض، 1941
- دراسة خلوية ونسيجية للعقيدات الجذرية للفاصوليا ، Phaseolus vulgaris L. ، 1929
- البكتيريا اللاهوائية وأنشطتها في الطبيعة والمرض